# 朱莉婭·菲利克斯之家

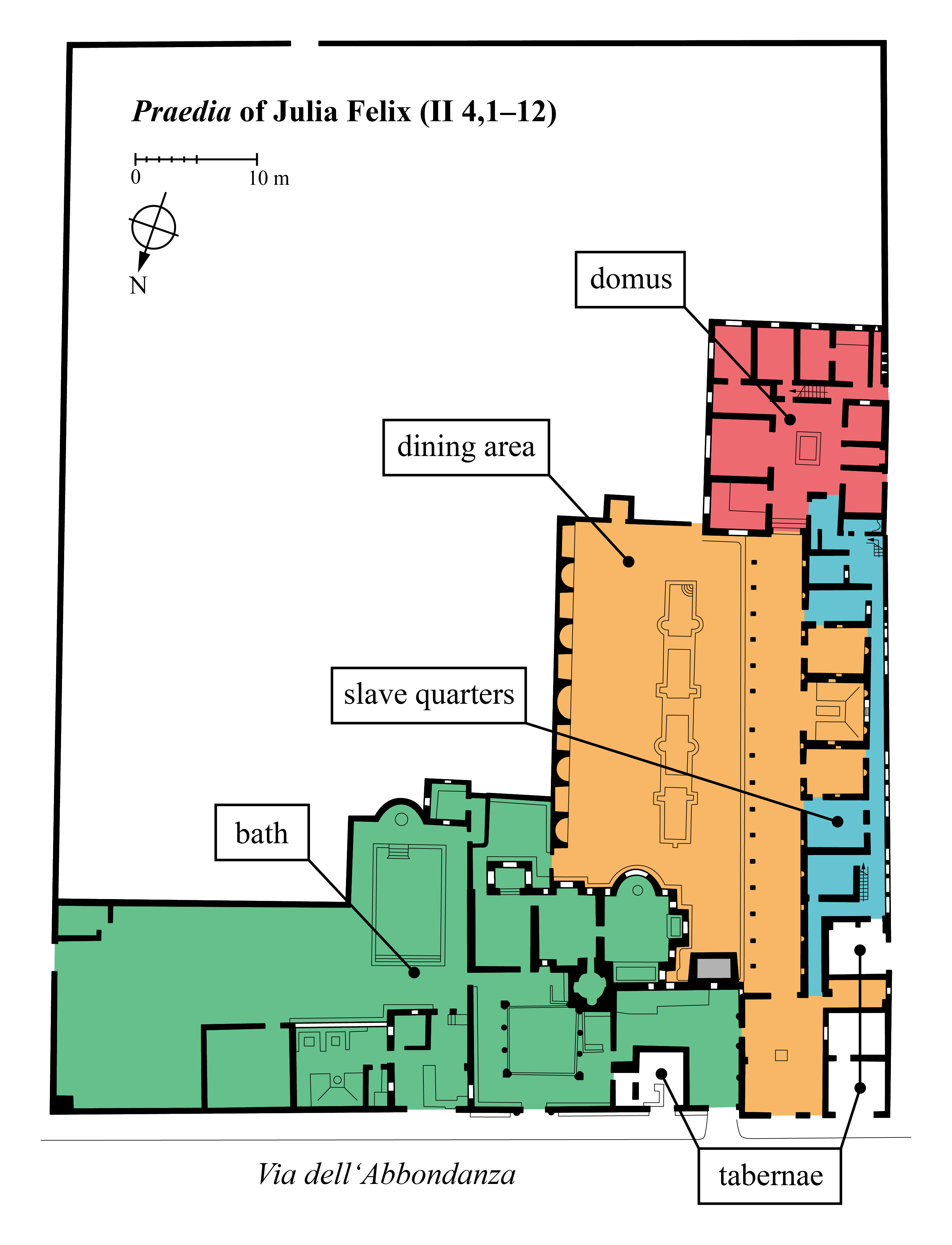
朱莉婭·菲利克斯之家各區域的功能

龐貝地圖顯示了朱莉婭·菲利克斯之家所在位置

朱莉婭·菲利克斯之家（英語：House of Julia Felix） 也被稱為朱莉婭·菲利克斯的房產（拉丁語為praedia），是龐貝城阿波坦查大道（Via dell'Abbondanza）上的一處大型羅馬房產。  最初是朱莉婭·菲利克斯的住所，在發生公元62年大地震（公元79年維蘇威火山爆發摧毀龐貝古城的前兆）後，她將其中的一部分改造成可供出租的公寓，其它部分則作為公共設施使用。
考古挖掘始於1755年，目前朱莉婭·菲利克斯之家的遺跡已開放參觀。

## 建築
朱莉婭·菲利克斯之家是圍繞中庭的室內區域和室外區域所組合而成，庭院到主要房間是露天的，還帶有封閉的花園和私人供水系統；房產部分區域有室內和室外的座位可觀賞繪有休閒景觀的壁畫和花園。

奢華建築和高品質裝潢表明，這裡的房產是為富裕且身分地位高的客戶準備的。

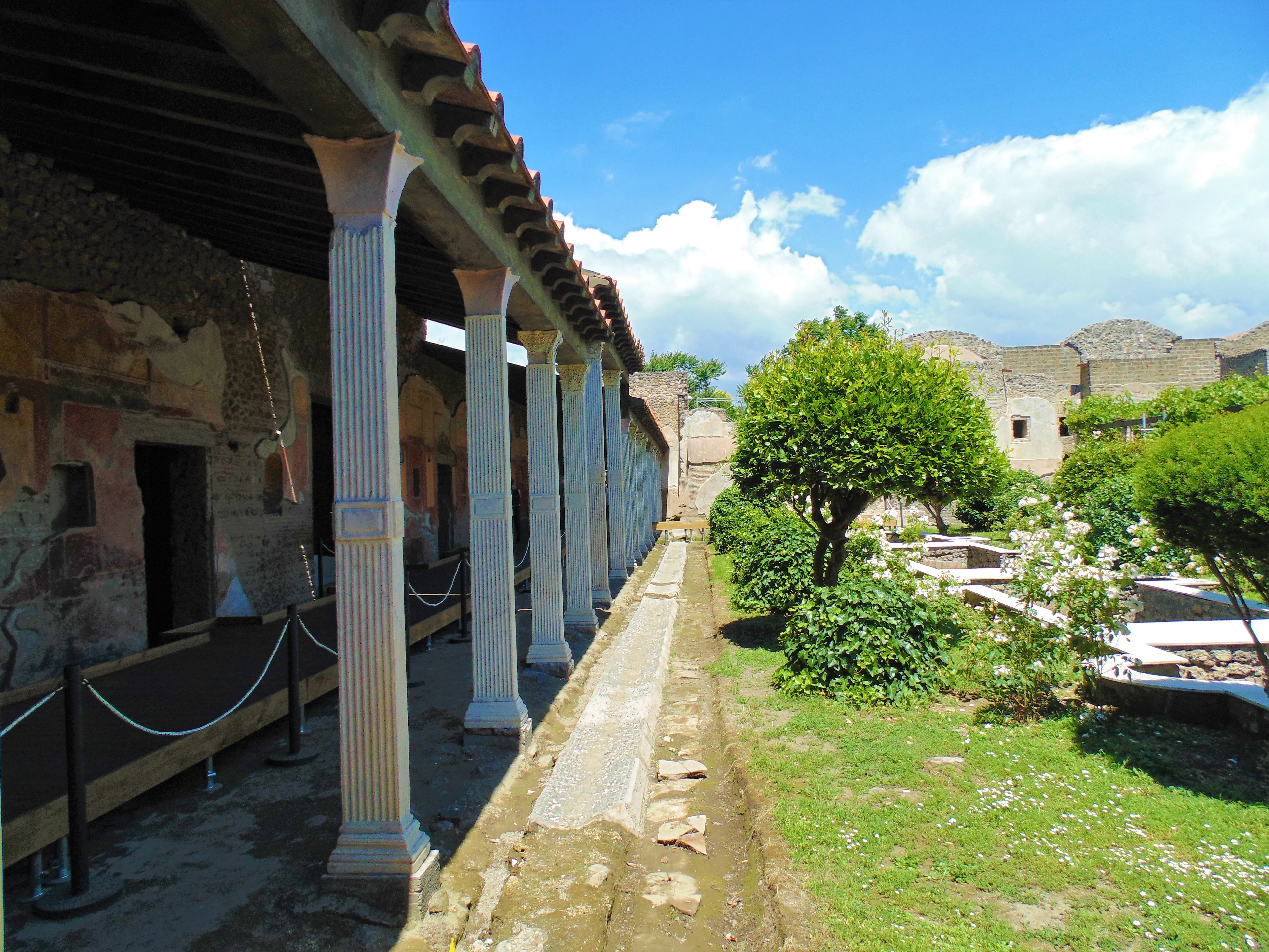
柱廊和花園

## 别墅内部
牆壁上仍然幾乎完全覆蓋著壁畫。面向東面大花園的客廳（tablinum）裝飾著特別精美的畫作，十分壯觀，第四風格壁畫是由以黑色為背景在上面繪製綠色植物的牆裙（dado）組成，一個由紅黃相間的面板組成的中央區域，面板上有別墅、聖殿和一組阿波羅和繆斯女神的飛天人物，另一區則是靜物寫生面板的楣板。
朱莉婭·菲利克斯之家的壁畫經常描繪小商販和龐貝市民的日常生活。
夏季的臥躺餐廳和浴室是租户所能使用最為奢侈的一部分。餐廳典雅且令人感到愜意，就像那些龐貝城富有市民在農村和海岸所擁有的別墅一樣，也可以俯瞰包含小水池和瀑布的花園。
設備齊全且優雅的浴室僅供龐貝城有地位的市民使用。這必然被充分使用過，因為龐貝城的大部分公共浴池在公元62年地震破壞後都被關閉進行維修。

在後方的大花園裏，果樹被包圍在低矮的木柵欄所圍成大型方格內。

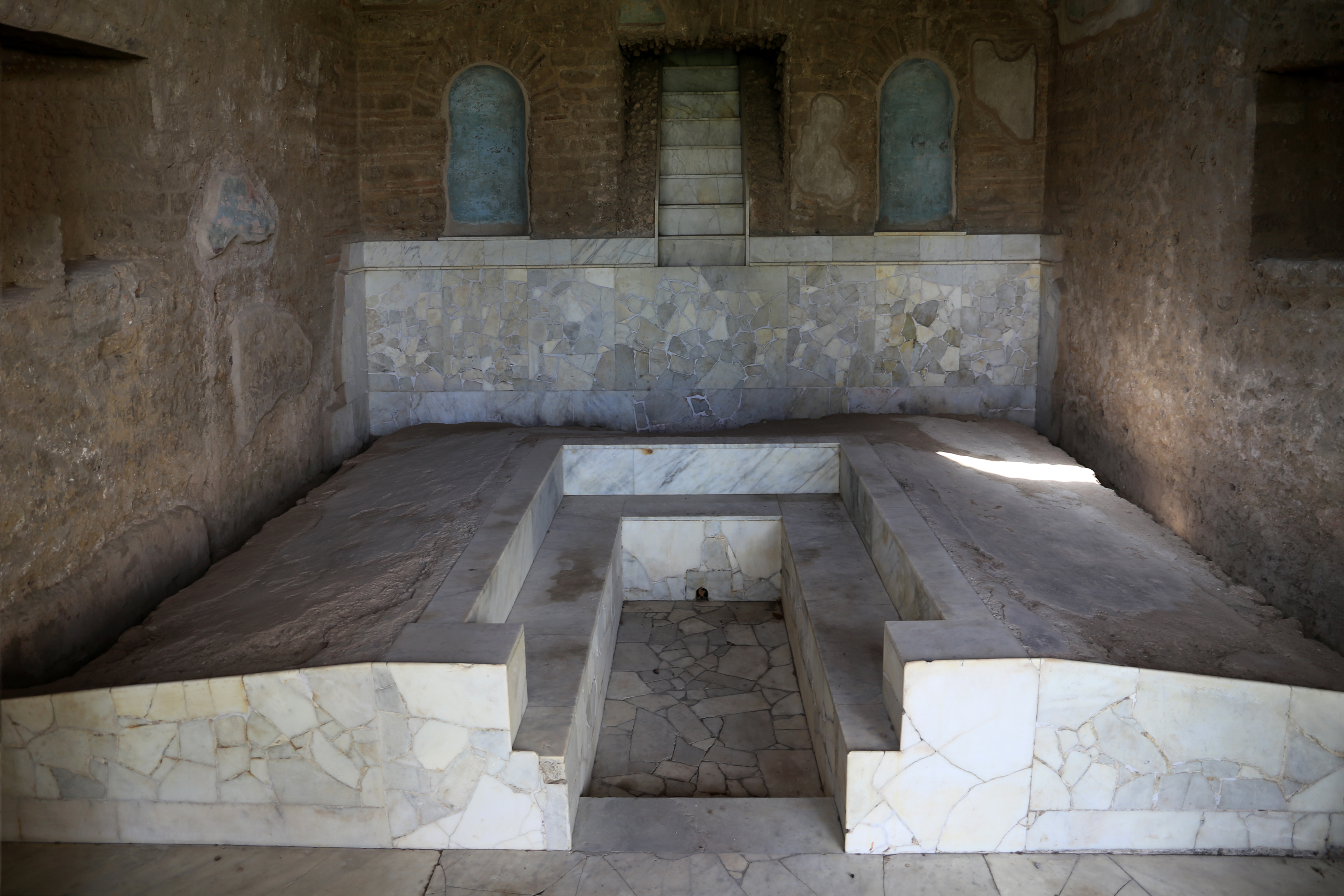
內有瀑布的臥躺餐廳
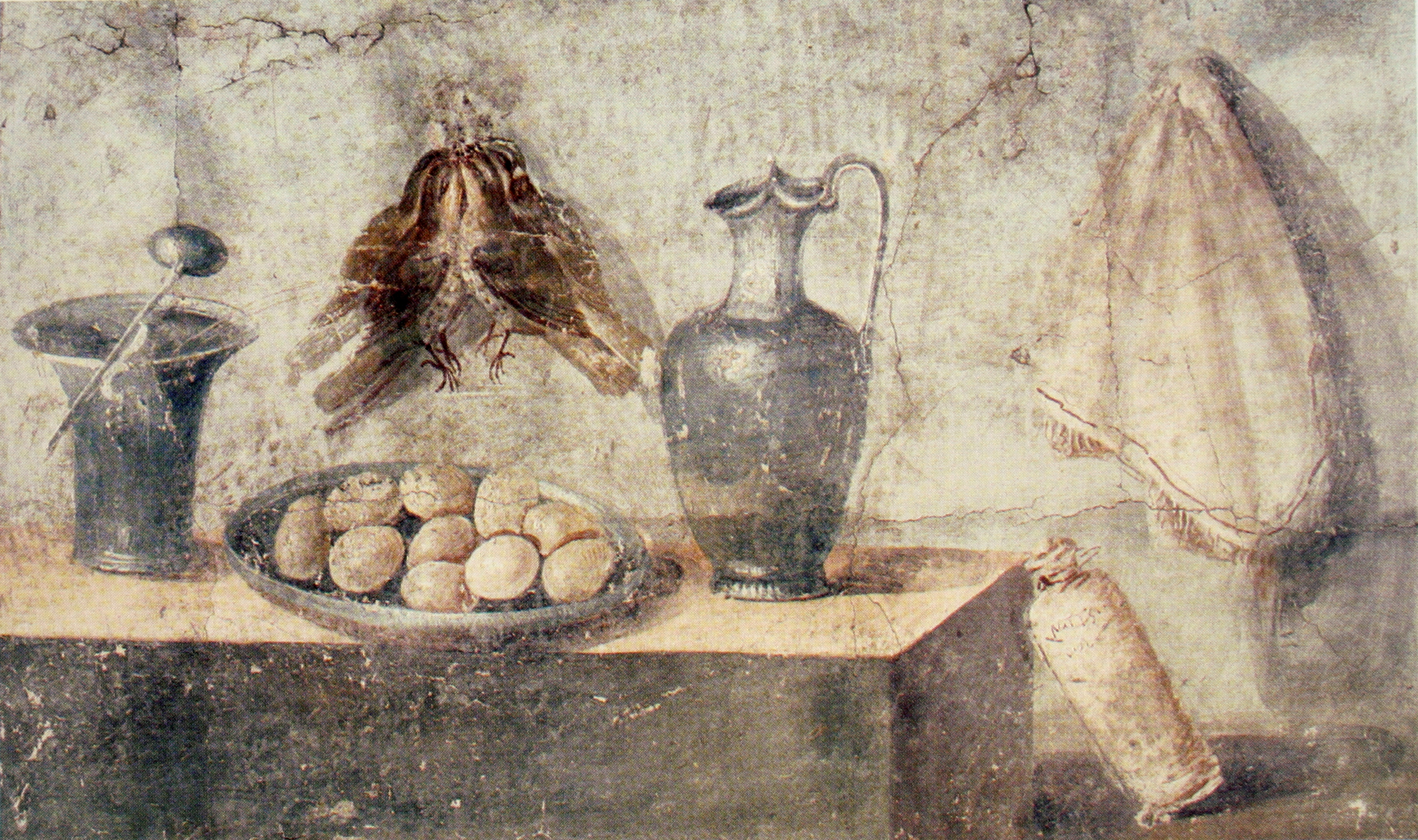
《有雞蛋與畫眉鳥的靜物》（Still Life with Eggs and Thrushes），朱莉婭·菲利克斯之家的壁畫
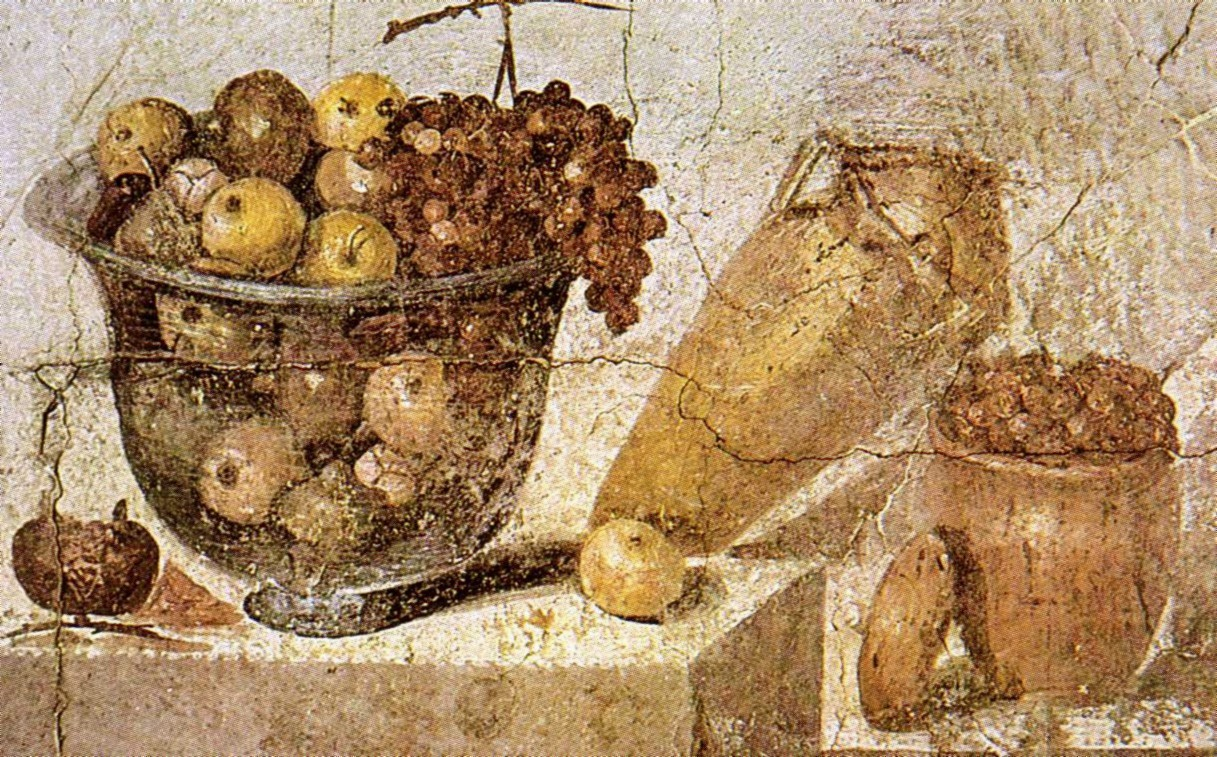
玻璃水果碗和花瓶的靜物寫生
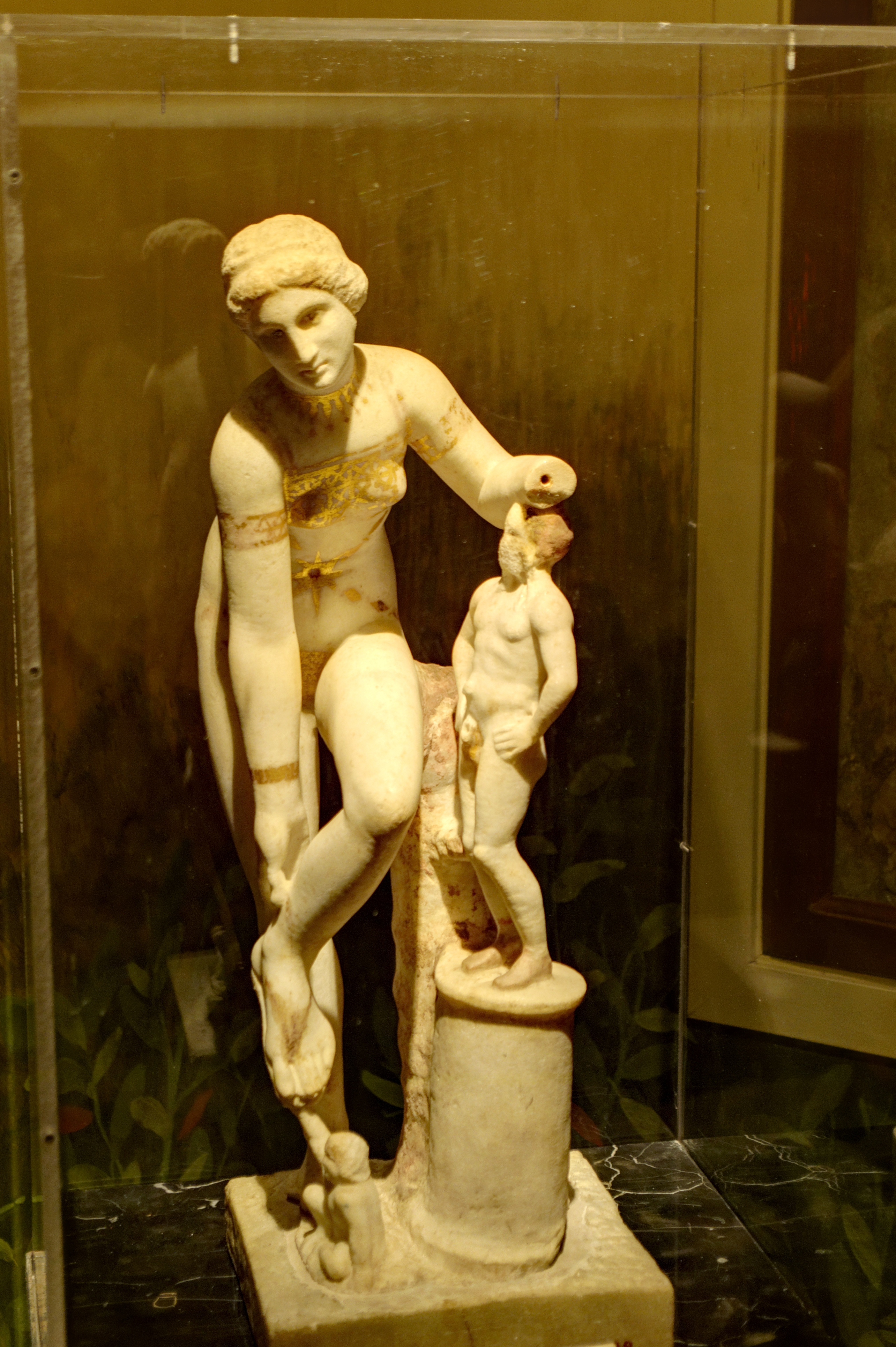
穿比基尼的維納斯 (Venus in a Bikini)